# Aridibacter
Aridibacter es un género de bacterias gramnegativas de la familia Blastocatellaceae. Fue descrito en el año 2014. Su etimología hace referencia a bacteria de suelo seco. Son bacterias aerobias o anaerobias facultativas e inmóviles. Se han aislado de suelos arenosos en África. 

## Taxonomía
Actualmente existen 3 especies descritas:
- Aridibacter famidurans
- Aridibacter kavangonensis
- Aridibacter nitratireducens